# IC 4187
IC 4187 ist eine elliptische Galaxie vom Hubble-Typ E/S0 im Sternbild Jagdhunde am Nordsternhimmel. Sie ist schätzungsweise 511 Millionen Lichtjahre von der Milchstraße entfernt und hat einen Durchmesser von etwa 45.000 Lichtjahren.

Im selben Himmelsareal befinden sich u. a. die Galaxien IC 4171, IC 4178, IC 4188, IC 4189.
Das Objekt wurde am 21. März 1903 von Max Wolf entdeckt.